# Óengus
Óengus eller Aengus var en gud i irsk mytologi. Han var søn af guden Dagda og elverguden Boann, og var selv blandt andet kærlighedsgud. Ifølge myten boede han på Newgrange ved elven Boyne. 
I en berettelse kaldt Oengus drøm forelsker han sig i en pige og finder hende efter lang tids søgen. 
I fortællingerne om den irske helt Fionn mac Cumhaill har han rollen som trickster.
| Mytologi | Spire Denne artikel om mytologi er en spire som bør udbygges. Du er velkommen til at hjælpe Wikipedia ved at udvide den. |